# Magna Carta Holy Grail
Magna Carta Holy Grail (estilizado como Magna Carta... Holy Grail) é o décimo segundo álbum de estúdio do rapper norte-americano Jay-Z, lançado a 8 de Julho de 2013 através da Roc-A-Fella e Roc Nation. O disco conta com os trabalhos de produção de  Adrian Younge, Boi-1da, Hit-Boy, Jerome "J-Roc" Harmon, Kyambo Joshua, Mike Dean, Mike Will Made It, Pharrell Williams, Swizz Beatz, The-Dream, Timbaland, Travis Scott e WondaGurl. Além disso, conta com as participações de Justin Timberlake, Rick Ross, Frank Ocean e Beyoncé. A 4 de Julho, o projecto foi enviado para um milhão de telefones da marca Samsung, como parte de um acordo publicitário exclusivo.

## Alinhamento de faixas
A 22 de Junho de 2013, Jay-Z lançou um desafio como parte da sua campanha intitulada "#NEWRULES" em colaboração com a marca Samsung. Os cem vencedores receberam uma cópia com a informação dos nomes das faixas. Contudo, o alinhamento final foi revelado na iTunes Store.
| N.º            | Título                                    | Compositor(es) | Produtor(es)                                          | Duração |  |
| 1.             | "Holy Grail" (com Justin Timberlake)      | Justin Timberlake, Shawn Carter, Terius Nash, Timothy Mosley, Jerome Harmon, Ernest Wilson, Kurt Cobain, Dave Grohl, Krist Novoselic | Timbaland, The-Dream, Jerome "J-Roc" Harmon, No ID[a] | 5:38    |  |
| 2.             | "Picasso Baby"                            | Carter, Mosley, Harmon, Adrian Younge                                                                                                | Timbaland, Harmon                                     | 4:05    |  |
| 3.             | "Tom Ford"                                | Carter, Mosley, Harmon | Timbaland, Harmon                                     | 3:09    |  |
| 4.             | "FuckWithMeYouKnowIGotIt" (com Rick Ross) | Carter, Matthew Samuels, Anderson Hernandez, W. Roberts                                                                              | Boi-1da, Vinylz, Timbaland[a], Harmon[a]              | 4:03    |  |
| 5.             | "Oceans" (com Frank Ocean)                | Carter, Christopher Breaux, Pharrell Williams                                                                                        | Pharrell Williams, Timbaland[a]                       | 3:58    |  |
| 6.             | "F.U.T.W."                                | Carter, Mosley, Harmon | Timbaland, Harmon                                     | 4:02    |  |
| 7.             | "Somewhereinamerica"                      | Carter, Chauncey Hollis, Michael Dean                                                                                                | Hit-Boy, Mike Dean                                    | 2:28    |  |
| 8.             | "Crown"                                   | Carter, J. Webster, K. Bennett, Dean, Miguel Collins, B. Dixon                                                                       | Travis Scott, Dean, WondaGurl[c]                      | 4:33    |  |
| 9.             | "Heaven"                                  | Carter, Nash, Timberlake, Mosley, Harmon, William Berry, Peter Buck, Mike Mills, Michael Stipe, A. Younge                            | Timbaland, Harmon                                     | 4:03    |  |
| 10.            | "Versus"                                  | Carter, Kasseem Dean, Davis, Mosley, Harmon, Hubbard, Jones, Taylor                                                                  | Timbaland, Swizz Beatz                                | 3:49    |  |
| 11.            | "Part II (On the Run)" (com Beyoncé)      | Carter, James Fauntleroy, Mosley, Harmon                                                                                             | Timbaland, Harmon                                     | 5:33    |  |
| 12.            | "Beach is Better"                         | Carter, Michael Williams, M. Middlebrooks                                                                                            | Mike Will Made It, Marz[b]                            | 0:55    |  |
| 13.            | "BBC"                                     | Carter, Williams, Nasir Jones, Mosley, Timberlake, Dean                                                                              | Williams                                              | 3:12    |  |
| 14.            | "JAY Z Blue"                              | Carter, Harmon, C. Broady, Mosley, Timberlake, Sean Combs, Darryl McDaniels, N. Myrick, Christopher Wallace                          | Timbaland, Harmon, Timberlake[a]                      | 3:50    |  |
| 15.            | "La Familia"                              | Carter, Mosley, Harmon | Timbaland, Harmon                                     | 3:33    |  |
| 16.            | "Nickels and Dimes"                       | Carter, Kyambo Joshua, Dean, Sumach Valentine                                                                                        | Kyambo Joshua, Dean[a]                                | 5:03    |  |
| Duração total: | Duração total:                            | Duração total: | Duração total:                                        | 59:01   |  |

Notas
- ↑a : denota um produtor adicional.
- ↑b : denota um co-produtor.
- ↑c : denota um programador adicional.
- "Somewhereinamerica" é estilizada como "Somewhere in America" em algumas prensagens do álbum.
- "Holy Grail" contém vocais adicionais por The-Dream.
- "Picasso Baby" contém vocais adicionais por The-Dream e Zofia Borucka Moreno.
- "Tom Ford" contém vocais adicionais por Beyoncé Knowles, cuja é creditada como "Third Ward Thrill".
- "Crown" contém vocais adicionais por Travis Scott.
- "Heaven" apresenta vocais adicionais por Justin Timberlake.
- "BBC" apresenta vocais adicionais por Nas, Pharrell Williams, Timbaland, Justin Timberlake, Swizz Beatz e Beyoncé Knowles, cuja é creditada como "Third Ward Thrill".
- "JAY Z Blue" apresenta vocais adicionais por Taffy.

Créditos de demonstrações
- "Holy Grail" contém interpolações de "Smells Like Teen Spirit" por Nirvana.[5]
- "Picasso Baby" contém interpolações de "Sirens" por Adrian Younge.[6]
- "Tom Ford" contém elementos de "Bad Girls" por M.I.A.
- "Somewhereinamerica" contém repetições de porções de "Gangster of Love (Part 1)" escrita por Johnny Guitar Watson.[6]
- "Crown" contém uma interpolação de "Solid As a Rock" por Sizzla.
- "Heaven" contém demonstrações líricas de "Losing My Religion" por R.E.M.[5]
- "Versus" contém repetições de porções de "Sucka Nigga" por A Tribe Called Quest.
- "Part II (On the Run)" contém interpolações de "Believe in Me" por One Way.
- "BBC" apresenta demonstrações líricas de "Feel So Good" por Mase.
- "JAY Z Blue" apresenta demonstrações de "My Downfall" por The Notorious B.I.G. e um monólogo por Faye Dunaway usado no filme de 1981 Mommie Dearest.
- "Nickels and Dimes" contém demonstrações de "Nikels and Dimes" por Gonjasufi.

## Desempenho nas tabelas musicais

### Posições
| Tabela musical (2013)             | Melhor posição |
| --------------------------------- | -------------- |
| Alemanha - Media Control          | 21             |
| Austrália - ARIA Albums Chart     | 2              |
| Escócia - Scottish Albums Chart   | 1              |
| Estados Unidos - Billboard 200    | 1              |
| Irlanda - IRMA                    | 2              |
| Nova Zelândia - RIANZ             | 2              |
| Países Baixos - Album Top 100     | 7              |
| Reino Unido - UK Albums Chart     | 1              |
| Reino Unido - UK R&B Albums Chart | 1              |
| Suíça - Schweizer Hitparade       | 1              |

### Certificações
| País           | Provedor | Certificação |
| -------------- | -------- | ------------ |
| Reino Unido    | BPI      | Ouro         |
| Estados Unidos | RIAA     | 2× Platina   |

## Histórico de lançamento
| País           | Data                | Formato              | Editora discográfica    |
| -------------- | ------------------- | -------------------- | ----------------------- |
| Alemanha       | 8 de Julho de 2013  | CD, descarga digital | Roc-A-Fella, Roc Nation |
| Austrália      | 8 de Julho de 2013  | CD, descarga digital | Roc-A-Fella, Roc Nation |
| Brasil         | 8 de Julho de 2013  | CD, descarga digital | Roc-A-Fella, Roc Nation |
| França         | 8 de Julho de 2013  | CD, descarga digital | Roc-A-Fella, Roc Nation |
| Portugal       | 8 de Julho de 2013  | CD, descarga digital | Roc-A-Fella, Roc Nation |
| Estados Unidos | 9 de Julho de 2013  | CD, descarga digital | Roc-A-Fella, Roc Nation |
| Reino Unido    | 15 de Julho de 2013 | CD                   | Roc-A-Fella, Roc Nation |